# Municipio de Lakeview (Dakota del Norte)
El municipio de Lakeview (en inglés: Lakeview Township) es un municipio ubicado en el condado de Burke en el estado estadounidense de Dakota del Norte. En el año 2010 tenía una población de 14 habitantes y una densidad poblacional de 0,1 personas por km².

## Geografía
El municipio de Lakeview se encuentra ubicado en las coordenadas 48°52′26″N 102°3′35″O / 48.87389, -102.05972. Según la Oficina del Censo de los Estados Unidos, el municipio tiene una superficie total de 133.53 km², de la cual 128,63 km² corresponden a tierra firme y (3,67 %) 4,9 km² es agua.

## Demografía
Según el censo de 2010, había 14 personas residiendo en el municipio de Lakeview. La densidad de población era de 0,1 hab./km². De los 14 habitantes, el municipio de Lakeview estaba compuesto por el 100 % blancos. Del total de la población el 0 % eran hispanos o latinos de cualquier raza.